# Mariėtta Omarovna Čudakova
Mariėtta Omarovna Čudakova, nata Marietta Chan-Magomedova (in russo Мариэтта Омаровна Чудакова, Хан-Магомедова?; Mosca, 2 gennaio 1937 – Mosca, 21 novembre 2021), è stata una scrittrice, critica letteraria e insegnante russa.

## Biografia
Figlia del daghestano Omar Kurbanovič Chan-Magomedov e di Klavdija Vasil'evna Machova, si diplomò alla scuola n° 367 di Mosca e si laureò in filologia. Svolse, a più riprese e a più livelli, la professione di insegnante; dal 1964 al 1985 lavorò presso la Biblioteca di Stato dell'Unione Sovietica.
È morta nel 2021 di COVID-19.

## Opere

### Studi letterari
- Effendi Kapiev, Molodnaja gvardija, 1970
- Masterstvo Jurij Oleši, Nauka, 1972
- Besedy ob archivach, Molodnaja gvardija, 1975, 2ª ed. 1980
- Poetica di Michail Zošenko, Nauka, 1979
- Michail Bulgakov. Cronaca di una vita, Kniga, 1988, ed. italiana Odoya 2013
- Opere scelte. Letteratura sovietica del passato, Jazyki slavjanskoj kul'tury, 2001
- Nuovi lavori, Vremja, 2003-2006

### Altri scritti
- Mirnye dosugi inspektora Krafta. Rasskazy, OGI, 2005
- Dela i užasy Ženi Osinkinoj. Putešestvie v trëch tomach, a takže pocledujuščie neobyčnye, užasnye i sčactlivye istorii, slučivšiesja s nej samoj i eë druz'jami, Vremja, 2005-2007
- Ne dlja vzroslich. Vremja čitat'! Polka pervaja, Vremja, 2009, ISBN 978-5-9691-0462-4.
- Ne dlja vzroslich. Vremja čitat'! Polka vtoraja, Vremja, 2009, ISBN 978-5-9691-0463-1.
- Ne dlja vzroslich. Vremja čitat'! Polka tret'ja, Vremja, 2011, ISBN 978-5-9691-0700-7.
- Eros: Biografičeskij roman. Knižka dlja smyšlënnich ljudej ot desjati do šestnadcati let, Vremja, 2012, ISBN 978-5-9691-0761-8.